# Charles Michael Baggs
Charles Michael Baggs (* 21. Mai 1806 in Belville, County Westmeath, Irland; † 16. Oktober 1845 in Bath) war ein irischer römisch-katholischer Geistlicher und Apostolischer Vikar des Western District in England.

## Leben
Seine Eltern waren der protestantische Rechtsanwalt Charles Baggs († 1820) und dessen katholische Ehefrau Eleanor Kyan. Nach dem Tod des Vaters wurde Charles Michael Baggs im Collegio Inglese in Rom erzogen, wo er am 5. Dezember 1830 durch Kardinal Giacinto Placido Zurla die Priesterweihe empfing. Im Jahr 1840 wurde er Nachfolger des späteren Kardinals Nicholas Wiseman als Leiter des Englischen Kollegs. Am 22. November 1843 wurde er zum Päpstlichen Kammerherrn ernannt und trat als Konsultor der Indexkongregation in den Dienst der Kurie.
Papst Gregor XVI. ernannte Charles Michael Baggs am 9. Januar 1844 zum Titularbischof von Pella und zum Apostolischen Vikar des in England gelegenen Apostolischen Vikariats Western District. Die Bischofsweihe spendete ihm am 28. Januar desselben Jahres Giacomo Filippo Fransoni, Kardinalpräfekt der Kongregation Propaganda Fide; Mitkonsekratoren waren die Bischöfe George Hilary Brown und William Bernard Allen Collier OSB.
Bereits im folgenden Jahr starb Charles Michael Baggs in Prior Park nahe Bath, wo er auch zunächst bestattet wurde. Später wurden seine Gebeine nach Bristol überführt.

## Veröffentlichungen
- A letter adressed to the rev. R. Burgers, B.D., the Protestant Chaplain in Rome. Rom 1836.
- A discourse on Matt. XVI, 18-19 on the Supremacy of the Romane Pontife delivered in the Church of Gesù e Maria, in the Corso, Rome, on Sunday, Feb.7, 1836. Rom 1836.
- The Ceremonies of Holy-Week at the Vatican and S. John Lateran’s Described and Illustrated from History and Antiquities. Rom 1839.
- The Pontifical Mass, sung at St Peter’s Church, on the festival of SS. Peter and Paul, and Christmas Day described and illustrated, with a Dissertation on ecclesiastical vestments. Rom 1840.
- Funeral Oration delivered at the solemn obsequies of the Lady Guendaline Talbot, Princess Borghese, in St Charles’ Church, in the Corso, on Dec. 23 1840. Rom 1841.
- Dissertazione sul sistema teologico degli Anglicani detti Puseyani. In: Annali delle scienze religiose, XV, 43, vom 30. Juni 1842.
- Dissertazione sullo stato odierno della Chiesa Anglicana. In: Annali delle scienze religiose, XVII, 49, 1843.